# Sochinsogonia mesilaua
Sochinsogonia mesilaua är en insektsart som beskrevs av Young 1986. Sochinsogonia mesilaua ingår i släktet Sochinsogonia och familjen dvärgstritar. Inga underarter finns listade i Catalogue of Life.